# Naalarami
Naalarami ist ein Verwaltungsbezirk (Ward) des Distrikts Monduli in der tansanischen Region Arusha.

## Geografie
Naalarami liegt im Norden von Tansania, etwa 30 Kilometer südwestlich der Regionshauptstadt Arusha. Bei der Volkszählung 2022 lebten hier 4550 Menschen in 1020 Haushalten.

## Gliederung
Der Bezirk besteht aus drei Gemeinden (Mtaa) mit sieben Orten (Kitongoji):
| Naalarami - Naalarami - Irkidomunge - Idonyo | Lengiloriti - Lengiloriti - Lengiloriti | Engorika - Kirurum - Tuliang'atuny |

## Wirtschaft und Infrastruktur
- Gesundheit: In Naalarami befindet sich eine staatliche Apotheke.[6]

## Sonstiges
- Der Rotary-Club Cambridge South unterstützt den Bau einer Schule und einer Wasserversorgung.[7]
- Im Jahr 2017 forderte das World Food Programme der UNO Journalisten auf, über den Wassermangel und die Hungersnot nach jahrelangen Dürren in weiten Bereichen von Sub-Sahara zu berichten. Als Beispiel wurde Naalarami genannt.[8]